# Henri Arnould
Pour les articles homonymes, voir Arnould.
Henri Félix Arnould, né le 14 février 1893 à Épinal (Vosges, France) et mort le 28 octobre 1964 à Saint-Quentin (Aisne, France), est un ancien combattant français de la Première Guerre mondiale, fonctionnaire, homme politique, militant socialiste et maire de Saint-Quentin.

## Biographie
Henri Félix Arnould est né le 14 février 1893 à Épinal dans le département des Vosges, en France et mort le 28 octobre 1964 à Saint-Quentin dans le département français de l’Aisne,,, de Modeste Arnould et Marie Élise Mathieu, sans profession, habitants d’Épinal à la rue François Huraud au moment de la naissance de Henri Félix.
Il se marie avec Françoise Anne-Marie Tournon le 21 août 1919 à Épinal, puis avec Estelle Flamand le 29 juin 1937 à Saint-Quentin.
Il est maire de Saint-Quentin de 1953 à 1959.

## Hommage
Depuis 1985, un groupe scolaire porte son nom à Saint-Quentin,.